# إد بيغلي الابن
إدوارد جيمس (بالإنجليزية: Ed Begley, Jr.)‏ مواليد 16 سبتمبر 1949 في لوس أنجلوس، كاليفورنيا، الولايات المتحدة، هو ممثل أمريكي بدأ مسيرته الفنية عام 1967.

## الأعمال
- ضابط ورجل نبيل
- سائح بالصدفة
- باتمان
- باص المدرسة العجيب
- باتمان للأبد
- الساحرة المراهقة سابرينا
- عائلة سيمبسون
- ستة أقدام تحت الأرض
- سي إس آي: ميامي
- قطار الأناناس السريع

## روابط خارجية
- إد بيغلي الابن على موقع IMDb (الإنجليزية)
- إد بيغلي الابن على موقع روتن توميتوز (الإنجليزية)
- إد بيغلي الابن على موقع ألو سيني (الفرنسية)
- إد بيغلي الابن على موقع ميوزك برينز (الإنجليزية)
- إد بيغلي الابن على موقع تيرنر كلاسيك موفيز (الإنجليزية)
- إد بيغلي الابن على موقع أول موفي (الإنجليزية)
- إد بيغلي الابن على موقع قاعدة بيانات الأفلام السويدية (السويدية)
- إد بيغلي الابن على موقع إن إن دي بي (الإنجليزية)
- إد بيغلي الابن على موقع ديسكوغز (الإنجليزية)
- إد بيغلي الابن على موقع قاعدة بيانات الفيلم (الإنجليزية)